# Kinderzimmer
Kinderzimmer est un roman de Valentine Goby paru le 17 août 2013 aux éditions Actes Sud et ayant reçu, notamment, le prix des Libraires 2014.

## Résumé
Le roman retrace l'histoire d'une déportée qui donne naissance à un enfant dans le camp de concentration de Ravensbrück (Allemagne) en 1944, qui compte 40 000 femmes. Il retrace son quotidien entre la faim, les privations, les blessures. Il décrit également le travail au camp et les menues actions de résistance rendues possibles par le désespoir et la souffrance auxquels sont confrontées les résidentes du camp,,.

## Prix et distinctions
- finaliste du prix Virilo 2013[4]
- prix des Libraires 2014[5]
- prix Gabrielle-d'Estrées[6] 2014
- prix Jean-d'Heurs du roman historique[7] 2014
- prix Libraires en Seine Corinne Kim 2014[8]

## Éditions
- Actes Sud, 2013,  (ISBN 978-2330022600).
- Coll. « Babel », no 1300, Actes Sud, 2015,  (ISBN 978-2-330-04863-1).
- (de) Kinderzimmer, trad. Claudia Steinitz, éd. Ebersbach & Simon, Berlin, 2017.

## Adaptation
Ivan Gros adapte Kinderzimmer en roman graphique pour les éditions Actes Sud (Ivan Gros, Kinderzimmer, Actes Sud, 2024).